# Élections législatives de 1978 en Guyane
Les élections législatives françaises de 1978 se déroulent le 12 mars. Dans le département de la Guyane, un député est à élire dans le cadre d'une circonscription.

## Élus
| Circonscription        | Député sortant  | Parti | Parti | Député élu ou réélu | Parti | Parti |
| ---------------------- | --------------- | ----- | ----- | ------------------- | ----- | ----- |
| Circonscription unique | Hector Rivierez |       | RPR   | Hector Rivierez     |       | RPR   |

## Résultats

### Résultats à l'échelle du département
|                | Rassemblement pour la République | 6 810  | 53,34  | 1 |  |  |
|                | Majorité présidentielle          | 6 810  | 53,34  | 1 |  |  |
|                |                                  |        |        |   |  |  |
|                | Parti socialiste guyanais        | 5 522  | 43,25  | 0 |  |  |
|                | Union de la gauche               | 5 522  | 43,25  | 0 |  |  |
|                |                                  |        |        |   |  |  |
|                | Divers                           | 436    | 3,41   | 0 |  |  |
|                |                                  |        |        |   |  |  |
| Inscrits       | Inscrits                         | 22 052 | 100,00 | 1 |  |  |
| Abstentions    | Abstentions                      | 8 890  | 40,31  |   |  |  |
| Votants        | Votants                          | 13 162 | 59,69  |   |  |  |
| Blancs et nuls | Blancs et nuls                   | 394    | 2,99   |   |  |  |
| Exprimés       | Exprimés                         | 12 768 | 97,01  |   |  |  |

### Résultats par circonscription
|                | Hector Riviérez sortant réélu | RPR            | 6 810  | 53,34  |  |  |  |
|                | Albert Lecante                | PSG            | 5 522  | 43,25  |  |  |  |
|                | Rodolphe Vérin                | Divers         | 228    | 1,79   |  |  |  |
|                | Étienne-Yves Barrat           | Divers         | 208    | 1,63   |  |  |  |
|                |                               |                |        |        |  |  |  |
| Inscrits       | Inscrits                      | Inscrits       | 22 052 | 100,00 |  |  |  |
| Abstentions    | Abstentions                   | Abstentions    | 8 890  | 40,31  |  |  |  |
| Votants        | Votants                       | Votants        | 13 162 | 59,69  |  |  |  |
| Blancs et nuls | Blancs et nuls                | Blancs et nuls | 394    | 2,99   |  |  |  |
| Exprimés       | Exprimés                      | Exprimés       | 12 768 | 97,01  |  |  |  |